# Początek (matematyka)

Początek układu współrzędnych kartezjańskich

Początek – szczególny punkt w przestrzeni euklidesowej, zwykle oznaczany literą {\displaystyle \mathrm {O} } bądź cyfrą {\displaystyle 0,} używany jako punkt odniesienia dla geometrii otaczającej go przestrzeni. W układzie współrzędnych kartezjańskich początek to punkt, gdzie przecinają się osie układu. W geometrii euklidesowej początek może być wybrany według życzenia jako dogodny punkt odniesienia.
Większość popularnych układów współrzędnych to układy dwu- (dla płaszczyzny) i trójwymiarowe (dla przestrzeni), które mają odpowiednio dwie lub trzy prostopadłe osie. Początek dzieli każdą z tych osi na dwie połowy: półoś dodatnią i ujemną. Punkty mogą być wskazane względem początku poprzez podanie ich współrzędnych liczbowych, tzn. pozycji ich rzutów wzdłuż każdej z osi, tak w kierunku dodatnim, jak i ujemnym. Współrzędne początku zawsze są zerami, np. {\displaystyle (0,0)} w dwóch wymiarach oraz {\displaystyle (0,0,0)} w trzech.

## Symetria względem początku

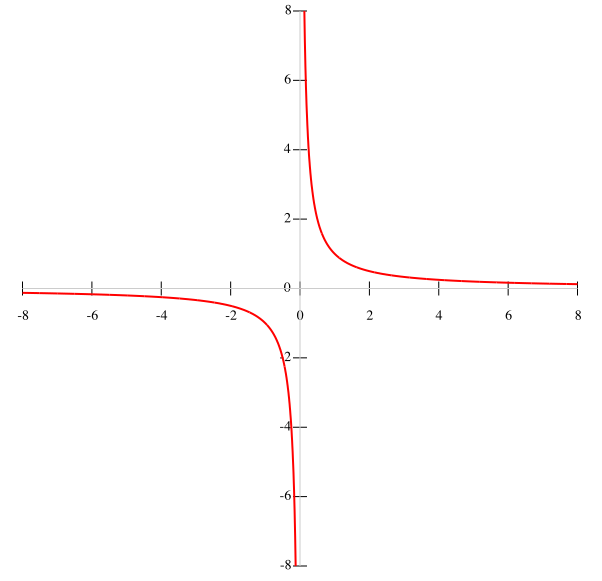
Wykres jest symetryczny względem początku, ponieważ odbity względem osi X oraz Y pozostaje niezmieniony.

Wykres symetryczny względem początku to wykres, który wygląda tak samo przed i po obrocie o {\displaystyle 180^{\circ }.} Formalnie mówi się, że wykres jest symetryczny względem początku, jeżeli nie ulega zmianie przy odbiciu względem obu osi {\displaystyle X} oraz {\displaystyle Y.}